# Сант'Онофрио-Флоријано (Терамо)
Сант'Онофрио-Флоријано (итал. Sant'Onofrio-Floriano) је насеље у Италији у округу Терамо, региону Абруцо.
Према процени из 2011. у насељу је живело 909 становника. Насеље се налази на надморској висини од 153 м.